# Беринка
Беринка — річка в Україні, у Звенигородському та Тальнівському районах Черкаської області, ліва притока Гірського Тікичу (басейн Південного Бугу).
Інші назви: Бержинка., Бережанка, Шаулиха 

## Опис
Довжина річки 18 км, похил річки — 4,2 м/км. Формується з багатьох безіменних струмків та водойм. Площа басейну 62,0 км².

## Розташування
Беринка бере початок у селі Ризине. Тече переважно на південний захід у межах села Лісового. На околиці села Шаулихи впадає у річку Гірський Тікич, ліву притоку Тікичу.

## Притоки
- Жижа[4];
- Ризинка, с. Ризине[5];
- Шевченкове, с. Лісове [6];
- Ясинів Став [7].